# Taenaris bioculata
Taenaris bioculata is een vlinder uit de familie Nymphalidae. De wetenschappelijke naam van de soort is voor het eerst geldig gepubliceerd in 1830 door Félix Édouard Guérin-Méneville.